# Freshwater
Freshwater – miasto w Wielkiej Brytanii, na Wyspie Wight, nad Zatoką Freshwater, największy ośrodek zachodniej części Wyspy. 
Urodził się tutaj przyrodnik Robert Hooke.

## Turystyka
Miasto jest położone na drodze między Newport a przylądkiem Needles. Niedaleko znajdujące się kredowe klify powodują, że Freshwater jest punktem wypadowym w malownicze rejony zachodniej części Wyspy Wight. Miasto składa się z dwóch części - Freshwater - miasta i części zatokowej.

## Zabytki i atrakcje turystyczne
- Farringford House, dom poety Alfreda Tennysona.
- Dimbola House, dom fotografa Julii Cameron.
- Latarnia na przylądku Needles.